# Французи
Францу́зи (фр. les Français) чи французький народ (фр. le peuple français) — назва жителів Франції, країни в Західній Європі, що налічує 63 мільйони людей (2008). З юридичної точки зору, французький народ — це всі громадяни Франції, незалежно від їх етнічного коріння чи віри.
Треба відзначити, що французька конституція, як збір загальних законів французької громади, не дає визначення поняттю «французький народ». Точне поняття французької національності дає Громадянський кодекс, а також умов її отримання та всіх присутніх їй прав й обов'язків.

## Основна мова
Головна мова — французька.
Франкофони (франкомовні) сусідніх країн, — наприклад, валлони у Бельгії чи швейцарці — французами не вважаються.

## Чисельність французів у світі
Приблизна кількість за країнами:
- у Франції: 62 876 136 (40-50 млн корінних французів)
- у США: 11 050 607 (4-5 % від загального населення)
- у Канаді: 4 988 670
- у Бельгії: 3 217 511 валлонців (на 10 379 067 жителів — 31 % валлонців) та 190 000 експатріотів** (*)
- у Бразилії: 2 385 000 (*)
- у Швейцарії: 1 485 000 франкофонів (франкомовних швейцарців) та 268 752 експатріотів (в 2000 р.)
- у Великій Британії: 250 000 (*)
- у Німеччині: 155 000 (*)
- в Австралії: 98 333 (за переписом 2006 року[1])
- в Іспанії: 92 000 (*)
- у Люксембурзі: 79 000 (*)
- в Італії: 58 000 (*)
- у Новій Зеландії: 53 757 франкомовних новозеландців (за переписом 2006 р.[2],) та 1 834 експатріотів (*)
- в Ізраїлі: 40 000 франкомовних євреїв згідно з переписом[3]
- на Мадагаскарі: 40 000 (*)
- у Португалії: 30 000 (*)
- у Марокко: 30 000 (*)
- у Сенегалі: 27 000 (*)
- у Тунісі: 25 079 (*)
- в Алжирі: 25 000 (*)
- у Кот-д'Івуарі: 20 000 (в 2001) (*)
- в Андоррі: 19 224 (на 71 201 жителів у 2006 р. — 27 % французів у 1998 р.)
- у Голландії: 16 423 (*)
- в Ірландії: 15 000 (*)
- у Мексиці: 15 000 (*)
- в Аргентині: 14 811 (*)
- у Лівані: 14 536 французів i 42 000 канадців (*)
- у Греції: 13 842 (*)
- у Китаї: 13 500 (*)
- у Монако: 10 196 (на 21 693 жителів в 2000 р. — 47 % французів)
- у Габоні: 8 459 (*)
- в Індії: 8 294(*)
- у ПАР: 8 033 (*)
- у Чилі: 8 000 (*)
- у Японії: 7 500 (*)
- в Арабських еміратах: 6 500 (*)
- у Швеції: 6 175 (*)
- у Хорватії: 6 000 (в 1993) (*)
- у Камеруні: 5 875 (*)
- в Австрії: 5 727 (*)
- у Польщі: 5 021 (*)
- в Єгипті: 4 877 (*)
- у Беніні: 4 533 (*)
- у Малі: 4 087 (en 2001) (*)
- у Туреччині: 4 000 (*)
- у Таїланді: 4 000 (*)
- у Норвегії: 3 800 (*)
- у Данії: 3 500 (*)
- у В'єтнамі: 3 500 (*)
- у Румунії: 3 245 (*)
- у Того: 3 045 (*)
- у Мавританії: 3 000 (*)
- у Чехії: 2 800 (*)
- у Буркіна Фасо: 2 749 (*)
- в Угорщині: 2 500 (*)
- у Перу: 2 500 (*)
- у Росії: 2 329 (*)
- у Домініканській республіці: 2 143 (*)
- у Камбоджі: 2 000 (*)
- у Сирії: 1 810 (*)
- у Фінляндії: 1 782 (*)
- в Індонезії: 1 665 (*)
- у Коста-Риці: 1 441 (*)
- у Південній Кореї: 1 402 (*)
- у Чаді : 1 400 (*)
- у Парагваї: 1 300 (*)
- на Кіпрі: 1 300 (*)
- у Малайзії: 1 283 (*)
- у Лаосі: 1 100 (*)
- на Сейшелах: 1 000 франко-сейшельців
- в Ірані: 678 (*)
- у Гані: 600 (*)
- на Кубі: 582 (*)
- у Словенії: 580 (*)
- у Болгарії: 456 (*)
- у Словаччині: 300 (*)
- у Литві: 300 (*)
- на Мальті: 300 (*)
- у Латвії: 150 (*)
- в Естонії: 70 (*)

(*) за оцінкою Центру французів за кордоном (la Maison des Français de l'étranger) 

(**) експатріот — француз на ПМП (постійне місце проживання) поза Францією.